# Divizia A 2000-2001
La Divizia A 2000-2001 è stata la 83ª edizione della massima serie del campionato di calcio rumeno, disputato tra il 24 luglio 2000 e il 10 maggio 2001 e concluso con la vittoria finale della Steaua București, al suo ventunesimo titolo.
Capocannoniere del torneo fu Marius Niculae (Dinamo București), con 20 reti.

## Formula
Le squadre partecipanti passarono da 18 a 16 e disputarono un turno di andata e ritorno per un totale di trenta partite.
Le ultime due classificate retrocedettero in Divizia B mentre terzultima e quartultima spareggiarono per determinare la terza squadra retrocessa.
Le qualificate alle coppe europee furono sei: la vincente alla UEFA Champions League 2001-2002, la seconda, la terza e la vincitrice della coppa di Romania alla Coppa UEFA 2001-2002, più altre due squadre alla Coppa Intertoto 2001.

## Classifica finale
|    | Classifica            | G  | V  | N  | P  | GF | GS | Dif | Pt |
| -- | --------------------- | -- | -- | -- | -- | -- | -- | --- | -- |
| 1  | Steaua București      | 30 | 17 | 9  | 4  | 56 | 32 | +24 | 60 |
| 2  | Dinamo București      | 30 | 15 | 6  | 9  | 56 | 44 | +12 | 51 |
| 3  | FC Brașov             | 30 | 15 | 5  | 10 | 33 | 25 | +8  | 50 |
| 4  | Rapid București       | 30 | 13 | 10 | 7  | 38 | 25 | +13 | 49 |
| 5  | FC Argeș Pitești      | 30 | 12 | 10 | 8  | 42 | 42 | 0   | 46 |
| 6  | Gloria Bistrița       | 30 | 13 | 4  | 13 | 44 | 42 | +2  | 43 |
| 7  | Național București    | 30 | 13 | 4  | 13 | 40 | 40 | 0   | 43 |
| 8  | Universitatea Craiova | 30 | 11 | 8  | 11 | 34 | 38 | -4  | 41 |
| 9  | Astra Ploiești        | 30 | 11 | 7  | 12 | 41 | 36 | +5  | 40 |
| 10 | Petrolul Ploiești     | 30 | 12 | 4  | 14 | 34 | 36 | -2  | 40 |
| 11 | Ceahlăul Piatra Neamț | 30 | 9  | 11 | 10 | 36 | 41 | -5  | 38 |
| 12 | Oțelul Galați         | 30 | 10 | 8  | 12 | 33 | 39 | -6  | 38 |
| 13 | Foresta Suceava       | 30 | 8  | 12 | 10 | 39 | 43 | -4  | 36 |
| 14 | FCM Bacău             | 30 | 9  | 7  | 14 | 38 | 45 | -7  | 34 |
| 15 | AS Rocar București    | 30 | 10 | 4  | 16 | 41 | 56 | -15 | 34 |
| 16 | Gaz Metan Mediaș      | 30 | 3  | 9  | 18 | 21 | 42 | -21 | 15 |

### Verdetti
- Steaua Bucarest Campione di Romania 2000-01.
- Foresta Suceava, Rocar București e Gaz Metan Mediaș retrocesse in Divizia B.

### Qualificazioni alle Coppe europee
- UEFA Champions League 2001-2002: Steaua Bucarest ammesso al secondo turno preliminare.
- Coppa UEFA 2001-2002: Dinamo Bucarest, FC Brașov e Rapid București ammesse al turno preliminare.
- Coppa Intertoto 2002: Gloria Bistrița e Universitatea Craiova ammesse al primo turno.